# Corey Baird
Corey Jacob Baird (Poway, 30 gennaio 1996) è un calciatore statunitense, centrocampista del San Diego.

## Caratteristiche tecniche
Nato come attaccante, Baird è stato schierato come trequartista durante la sua militanza al Real Salt Lake, dando ottimi risultati. È dotato di una buona velocità e una buona tecnica individuale, riesce a gestire perfettamente la manovra offensiva dimostrando anche particolare attenzione in fase di rifinitura e nel trovare sempre l'ultimo passaggio, è anche abile negli inserimenti offensivi e nel tiro dalla distanza

## Carriera

### Club
Ha esordito in MLS il 18 marzo 2018 con la maglia del Real Salt Lake in occasione dell'incontro vinto 1-0 contro il N.Y. Red Bulls.

### Nazionale
Dopo aver giocato nella nazionale statunitense Under-17, nel 2019 ha anche esordito in nazionale maggiore.

## Statistiche

### Presenze e reti nei club
Statistiche aggiornate al 9 novembre 2024.
| Stagione                  | Squadra                   | Campionato                | Campionato | Campionato | Coppe nazionali | Coppe nazionali | Coppe nazionali | Coppe continentali | Coppe continentali | Coppe continentali | Altre coppe | Altre coppe | Altre coppe | Totale | Totale |
| Stagione                  | Squadra                   | Comp                      | Pres       | Reti       | Comp            | Pres            | Reti            | Comp               | Pres               | Reti               | Comp        | Pres        | Reti        | Pres   | Reti   |
| ------------------------- | ------------------------- | ------------------------- | ---------- | ---------- | --------------- | --------------- | --------------- | ------------------ | ------------------ | ------------------ | ----------- | ----------- | ----------- | ------ | ------ |
| 2016                      | Burlingame Dragons        | PDL                       | 8+2        | 1+1        |                 | -               | -               |                    | -                  | -                  |             | -           | -           | 10     | 2      |
| 2017                      | Burlingame Dragons        | PDL                       | 6          | 0          |                 | -               | -               |                    | -                  | -                  |             | -           | -           | 6      | 0      |
| Totale Burlingame Dragons | Totale Burlingame Dragons | Totale Burlingame Dragons | 14+2       | 1+1        |                 | -               | -               |                    | -                  | -                  |             | -           | -           | 16     | 2      |
| 2018                      | Real Monarchs             | USL                       | 1          | 0          |                 | -               | -               |                    | -                  | -                  |             | -           | -           | 1      | 0      |
| 2018                      | Real Salt Lake            | MLS                       | 31+2       | 8+0        | USOC            | 0               | 0               |                    | -                  | -                  |             | -           | -           | 33     | 8      |
| 2019                      | Real Salt Lake            | MLS                       | 31+2       | 5+0        | USOC            | 1               | 0               |                    | -                  | -                  | LC          | 1           | 0           | 35     | 5      |
| 2020                      | Real Salt Lake            | MLS                       | 18         | 2          |                 | -               | -               |                    | -                  | -                  | MiB         | 4           | 0           | 22     | 2      |
| Totale Real Salt Lake     | Totale Real Salt Lake     | Totale Real Salt Lake     | 80+4       | 15+0       |                 | 1               | 0               |                    | -                  | -                  |             | 5           | 0           | 90     | 15     |
| gen.-lug. 2021            | Los Angeles FC            | MLS                       | 13         | 3          |                 | -               | -               |                    | -                  | -                  |             | -           | -           | 13     | 3      |
| lug.-nov. 2021            | Houston Dynamo            | MLS                       | 7          | 0          |                 | -               | -               |                    | -                  | -                  |             | -           | -           | 7      | 0      |
| 2022                      | Houston Dynamo            | MLS                       | 23         | 2          | USOC            | 2               | 1               |                    | -                  | -                  |             | -           | -           | 25     | 3      |
| 2023                      | Houston Dynamo            | MLS                       | 34+5       | 8+1        | USOC            | 5               | 3               |                    | -                  | -                  | LC          | 4           | 2           | 48     | 14     |
| Totale Houston Dynamo     | Totale Houston Dynamo     | Totale Houston Dynamo     | 64+5       | 10+1       |                 | 7               | 4               |                    | -                  | -                  |             | 4           | 2           | 80     | 17     |
| 2024                      | FC Cincinnati             | MLS                       | 22+1       | 3+0        |                 | -               | -               | CCC                | 3                  | 0                  | LC          | 4           | 0           | 30     | 3      |
| Totale carriera           | Totale carriera           | Totale carriera           | 206        | 34         |                 | 8               | 4               |                    | 3                  | 0                  |             | 13          | 2           | 230    | 40     |

### Cronologia presenze e reti in nazionale
| Cronologia completa delle presenze e delle reti in nazionale ― Stati Uniti | Cronologia completa delle presenze e delle reti in nazionale ― Stati Uniti | Cronologia completa delle presenze e delle reti in nazionale ― Stati Uniti | Cronologia completa delle presenze e delle reti in nazionale ― Stati Uniti | Cronologia completa delle presenze e delle reti in nazionale ― Stati Uniti | Cronologia completa delle presenze e delle reti in nazionale ― Stati Uniti | Cronologia completa delle presenze e delle reti in nazionale ― Stati Uniti | Cronologia completa delle presenze e delle reti in nazionale ― Stati Uniti |
| Data                                                                       | Città                                                                      | In casa                                                                    | Risultato                                                                  | Ospiti                                                                     | Competizione                                                               | Reti                                                                       | Note                                                                       |
| -------------------------------------------------------------------------- | -------------------------------------------------------------------------- | -------------------------------------------------------------------------- | -------------------------------------------------------------------------- | -------------------------------------------------------------------------- | -------------------------------------------------------------------------- | -------------------------------------------------------------------------- | -------------------------------------------------------------------------- |
| 27-1-2019                                                                  | Glendale                                                                   | Stati Uniti                                                                | 3 – 0                                                                      | Panama                                                                     | Amichevole                                                                 | -                                                                          | 75’                                                                        |
| 2-2-2019                                                                   | San Jose                                                                   | Stati Uniti                                                                | 2 – 0                                                                      | Costa Rica                                                                 | Amichevole                                                                 | -                                                                          | 70’                                                                        |
| 26-3-2019                                                                  | Houston                                                                    | Stati Uniti                                                                | 1 – 1                                                                      | Cile                                                                       | Amichevole                                                                 | -                                                                          | 56’                                                                        |
| 10-9-2019                                                                  | Saint Louis                                                                | Stati Uniti                                                                | 1 – 1                                                                      | Uruguay                                                                    | Amichevole                                                                 | -                                                                          | 65’                                                                        |
| Totale                                                                     |                                                                            | Presenze                                                                   | 4                                                                          |                                                                            | Reti                                                                       | 0                                                                          |                                                                            |

## Palmarès

### Club
- Lamar Hunt U.S. Open Cup: 1

Houston Dynamo: 2023

### Individuale
- Premi Major League Soccer: 1

Miglior giovane: 2018